# Maritampona
Maritampona est une commune urbaine malgache située dans la partie ouest de la région de Bongolava.

## Économie
la plupart des habitants de cette commune rurale sont des cultivateurs,des eleveur et des pêcheurs.